# Mauerkammergrab im Janushügel

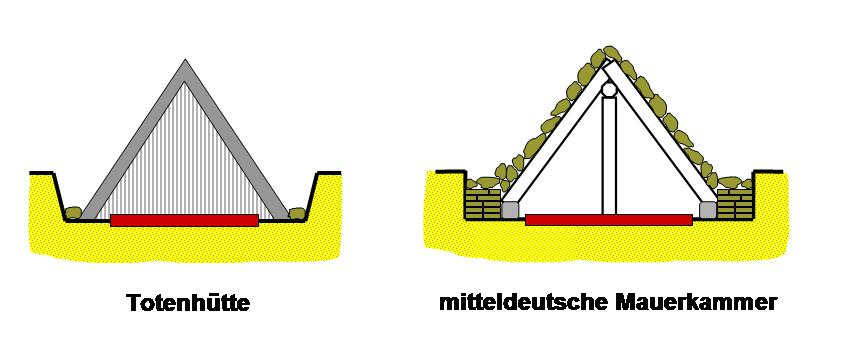
Totenhütte (Bohlenkammer) und Mauerkammergrab

Das Mauerkammergrab im Janushügel von Reichardtswerben, einem Ortsteil von Weißenfels im Burgenlandkreis in Sachsen-Anhalt, wurde im Jahr 1959 von Ursula Schlenther (1919–1979) ausgegraben. 
Das West-Ost orientierte Mauerkammergrab lag am östlichen Rand des mehrschichtigen Janushügels mit einer zentralen Bestattung der Baalberger Kultur. Gefunden wurde als unterste Schicht ein ebenerdiges etwa sieben Meter langes Pflaster aus hellen Kalksteinplatten mit intensiven Brandspuren. Auf diesem lagen teils kalzinierte, teils unverbrannte Skelettreste eines Mannes und eines Kindes. Als Beigaben fanden sich Kupferspiralen, die Scherben einer Schnuramphore und durchbohrte Tierzähne.
Darüber befand sich eine Schicht aus rotem Sandstein, von einer Plattenlage bedeckt. Darauf lagen die Überreste zweier Erwachsene und eines Kindes. Die Reste eines Erwachsenenskeletts waren angekohlt. Als Beigaben fanden sich der Rest eines Holzgefäßes, reichlich durchbohrte Hundezähne und ein Schleifstein.
Dieser Komplex war von einer weiteren Plattenschicht abgedeckt, auf der sich eine Baumsargbestattung befand. Als Beigaben wurden eine unverzierte Scherbe und durchbohrte Hundezähne gefunden. 
Außerdem wurden in der Grabanlage eine Pfeilspitze aus Feuerstein, verstreuter Leichenbrand, Scherben und Kupferreste festgestellt. 
Die Befundbeurteilung wird durch starke Störungen erschwert. Ursula Schlenther (1962 S. 66 ff.), glaubt die Anlage der Schnurkeramik zuschreiben zu müssen, da die Scherben auf der mehrschichtigen Pflasterung schnurkeramisch sind. Sie sieht in den spärlichen Walternienburg-Bernburger Resten am Ostrand ein zerstörtes Walternienburg-Bernburger Grab. Waldemar Mathias (1982 S. 137) nimmt an, dass es sich um ein von der Schnurkeramik nachgenutztes Walternienburg-Bernburger Primärgrab handelt. Diese Ansicht stützen der Grabbau, der Grabbrand, die Kupferreste und die vielen durchbohrten Tierzähne. 
Die Scherbenanhäufung im Osten, wo man den ehemaligen Zugang vermuten kann, stellt folglich ausgeräumte Walternienburg-Bernburger Reste dar. Von der zusammengestürzten Dachabdeckung kann die oberste Plattenschicht stammen. Die darauf liegende Baumsargbestattung wäre als letzte Nachbestattung zu sehen. 
Das Grab scheint einen Hügel gehabt zu haben, der schließlich mit dem Baalberger Hügel verschmolz. Die geringe Scherbenmenge lässt keine Aufteilung zwischen Walternienburg und Bernburg zu, aber das Gebäude weist mehr zur Bernburger Kultur. Als Nachbestattung im Baalberger Hügel angesehen werden darf die zwischen dem Baalberger Grab und der Walternienburg-Bernburger Grabanlage liegende Salzmünder Bestattung, die in ihrem Grabbau bereits Bernburger Formen vorwegnimmt (mutmaßlicher Holzbau und Pflaster mit Steineinfassung). 
Im Ort liegt der Bauernstein Reichardtswerben.